# Кізик
Кізик (грец. Κύζικος, тур. Aydıncıḳ) — давньогрецький поліс в історичній області Мізія у Малій Азії. Засноване вихідцями з Мілета на перешийку Капи-даг, одному з півостровів Мармурового моря. Наразі територія провінції Баликесір у Туреччині.

## Історія
Кізик мав дві укріплені гавані: Панорм на сході та Хітом на заході, біля підніжжя гір Диндим та Аркт.
Поблизу Кізика в 410 до н. е. під час Пелопоннеської війни, афіняни під проводом Алківіада у морській битві розбили спартанців, під командуванням Міндара. У 74 до н. е. Кізик був взятий в облогу Мітрідатом, але визволений Лукуллом, проте саме в ході Третьої Мітрідатової війни місто отримало права лат. liberae civitatis, які Кізик тимчасово втратив 29 до н. е., а пізніше за імператора Тиберія — назавжди як покарання за образу римських громадян. 123 року місто зазнало руйнівного землетрусу. Після відбудови Кізик залишався значним містом до взяття його арабами в 675 році.
Відомі у нумізматиці статири Кізика із суміші золота та срібла. Вони були у великому ходу з VII до IV століття до н. е., доки не поступилися місцем золотій македонській монеті Філіппа та Александра.
Збереглись руїни стародавніх стін, величезного театру і амфітеатру, а також руїни храму, присвяченого в 167 року римському імператору Адріану, на честь якого написана одна з промов Аристіда.
У ІІІ столітті в місті проповідували християнство дев'ять проповідників: Феогнид, Руф, Антипатр, Феост, Артема, Магн, Феодот, Фавмасій і Филимон, які були піддані тортурам і прийняли мученицьку смерть. Пізніше мощі святих були перенесені в храм, побудований на їх честь, і стали шануватися як чудотворні.

## Відомі мешканці

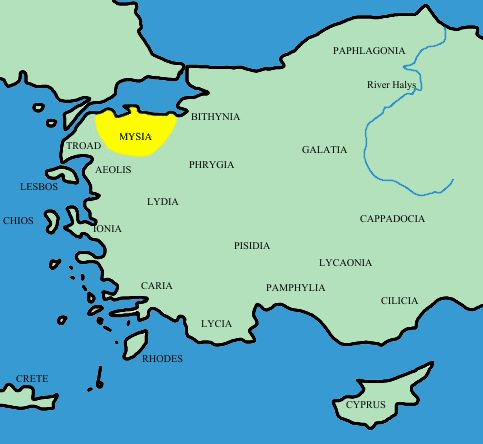

- Геласій Кізицький — історик, письменник
- Евдокс Кізицький — давньогрецький мандрівник.
- Адраст Кізицький — давньоримський математик та астроном.
- Іая Кізицька — давньоримська художниця.
- Агафокл Кізіцький — давньогрецький історик